# 基濟爾河
基濟爾河是俄羅斯的河流，屬於卡濟爾河的右支流，由克拉斯諾亞爾斯克邊疆區負責管轄，河道全長300公里，流域面積9,170平方公里，河水主要來自雨水和融雪，每年十一月至翌年五月結冰。